# Komet Gale
Komet Gale (uradna oznaka je 34D/Gale) je periodični komet z obhodno dobo okoli 11 let. Pripada Jupitrovi družini kometov. 

## Odkritje
Komet je odkril 7. junija 1927 Walter Frederick Gale (1865 – 1945) v Sydneyju Avstralija.
Predvidevali so, da se bo ponovno pojavil v letu 1938, vendar ga Gale ni opazil. Leland E. Cunningham je ponovno izračunal njegovo tirnico in ga je v tem letu tudi našel.
V letu 1949 ga niso opazili, niti kdaj pozneje. Zaradi tega ga imajo za izgubljenega.